# The Adicts
The Adicts sono un gruppo punk rock formatosi a Ipswich, Suffolk nel 1975.
Ad oggi hanno pubblicato 9 album di studio oltre a svariati live e raccolte, e sono tuttora in attività anche dal punto di vista discografico, avendo pubblicato il proprio ultimo lavoro And It Was So! il 17 novembre 2017.

## Storia

### Gli inizi e il primo EP (1975 - 1979)
Il gruppo iniziò nel 1975 sotto il nome di Afterbirth, ma nello stesso anno decise di cambiarlo in The Pinz. Poco dopo i componenti, venuti a sapere dell'esistenza di un altro gruppo col medesimo nome, decisero di adottare l'etichetta The Addicts. Tuttavia ancora una volta quella sigla era già utilizzata da un'altra band, e il così quartetto trovò finalmente il nome con cui sarebbe passato alla storia, The Adicts.
Gli Adicts passarono i primi due anni di attività principalmente suonando a concerti locali, con l'intento di acquistarsi un seguito fra i giovani. La svolta arrivò il 18 agosto 1979 quando, in occasione di un concerto al Breakneck di Londra, l'etichetta Dining Out Records offrì loro un contratto. L'accordo si concretizzò in un EP di quattro tracce dal titolo Lunch with The Adicts, pubblicato nel settembre dello stesso anno. Il disco ottenne un discreto successo considerando la distribuzione indipendente, vendendo 10 000 copie e piazzandosi alla posizione numero 2 della Official Independent Chart. Il buon riscontro di vendite portò alla registrazione di una session con il famoso DJ inglese John Peel, durante la quale il gruppo suonò le tracce Get Addicted, Distortion, Sensitive e Numbers.
Al tempo il gruppo non aveva ancora adottato il look che lo avrebbe reso famoso, ma vestiva abiti tipici della moda punk. Il travestimento da drughi fu utilizzato per la prima volta, secondo il cantante Keith Warren, intorno al 1981, più o meno nel periodo di pubblicazione del primo album del quartetto, Songs of Praise.

### Da Songs of Praise a Fifth Overture (1981 - 1987)
Il primo full-length della band, Songs of Praise, vide la luce nel 1981, come prima pubblicazione dell'etichetta di proprietà del gruppo, la Dwed Records. In quel periodo il gruppo decise di adottare un look che li distinguesse dagli altri gruppi punk, adottando il look dei quattro drughi di Arancia meccanica, composto da bombetta, abiti bianchi, bretelle bianche e anfibi neri. L'album presenta uno stile musicale particolare rispetto alla scena punk del tempo, dominata dall'hardcore punk: gli Adicts infatti svilupparono un sound melodico e aperto alle influenze pop.
Si tratta dell'album classico del gruppo, che ottenne un discreto successo e contenente alcune delle tracce più importanti del quartetto, tra cui Viva La Revolution.
Dice il cantante Keith Warren a proposito dell'album di debutto:
(Keith Warren)
Da Songs of Praise venne tratto il singolo Viva La Revolution, che comprendeva anche Numbers e l'inedito (My Baby Got Run Over By A) Steamroller. Il singolo rimase per più di tre mesi nelle classifiche indipendenti inglesi, contribuendo ad accrescere la popolarità degli Adicts.
L'anno successivo venne pubblicato su Razor Records il secondo album di studio del quartetto, Sound of Music, lanciato un paio di settimane prima dal singolo Chinese Takeaway, che divenne presto un classico della band. Il 7", composto, oltre che dall'omonima traccia, anche da Too Young e da una cover di You'll Never Walk Alone, rimase per quattro mesi nella Official Independent Chart, arrivando alla posizione numero 7. Anche l'album ottenne ottimi risultati, ottenendo addirittura la seconda posizione nella classifica indipendente inglese, preceduto solo da Warrior Rock di Toyah. Inoltre il disco sfiorò l'entrata nella Top 100 britannica, appena prima di Natale.
Dal punto di vista stilistico, Sound of Music procede sulla stessa linea del suo predecessore, ma con maggiori influenze pop e abilità compositiva. Si tratta della pubblicazione di maggior successo del quartetto, tanto da essere più volte ripubblicata da Taang! Records e Cleopatra Records con l'aggiunta di alcune bonus track, tra cui le reinterpretazioni di You'll Never Walk Alone e I Wanna Be Sedated.
Pochi mesi più tardi, nel maggio 1983, venne pubblicato il singolo Bad Boy, che ottenne un successo ancora maggiore dei precedenti e procurò alla band un accordo con la major Sire Records. Il contratto portò all'apparizione nel programma televisivo per bambini Cheggers Plays Pop, durante la quale il quartetto si presentò con un'etichetta meno trasgressiva, ossia The Fun Adicts.
Qualche mese più tardi venne messo in vendita un altro singolo, ossia Tokyo, con il nome ADX e con la produzione di Dave Fenton dei The Vapors. Tokyo era affiancata nella pubblicazione dalle tracce ADX Medley e The Odd Couple. Si trattava, per ammissione degli stessi componenti, di un periodo non particolarmente favorevole per il gruppo, limitato dall'accordo major da poco firmato e costretto ad addolcire la formula. A detta del chitarrista Pete Dee la Sire avrebbe addirittura fatto pressioni perché il cantante Monkey venisse cacciato dal gruppo, perché secondo i dirigenti dell'etichetta non sapeva cantare.
Nonostante il momento negativo, il quartetto registrò e pubblicò uno dei migliori album della propria carriera, Smart Alex, che fu pubblicato nel 1985 da Razor Records. Il disco vendette bene e raggiunse rapidamente la posizione numero 7 della classifica indipendente inglese, restando in classifica per oltre un mese.
Tra le tracce più apprezzate dalla critica si distinsero Bad Boy, California, Tokyo, Smart Alex e Runaway.
Tuttavia subito dopo la pubblicazione di Smart Alex iniziò un periodo molto difficile per la band, che sarebbe durato fino al 1993, quando fu pubblicato Twenty-Seven. Il gruppo infatti, dopo aver rotto con la Razor Records, decise di inserire in formazione un tastierista, James Harding, pubblicando su Dwed Records il 12" Bar Boom Bop. Pochi mesi più tardi, durante il 1986, il gruppo si trasferì in Germania per registrare il seguito di Smart Alex. Fifth Overture, il quarto album studio della band, fu pubblicato inizialmente solo in Germania da Gama Records, e un anno più tardi in Inghilterra da Fallout Records.
Il disco non fu accolto bene dal pubblico, in parte a causa della scarsa promozione, in parte per quella che lo stesso sito ufficiale del gruppo definisce eccessiva pomposità new wave. Effettivamente le tracce erano dominate dalle tastiere, e le chitarre erano relegate in secondo piano nella quasi totalità della canzoni, eccettuate Two Timing Me, She's a Rocker e Dangers.
A proposito di Fifth Overture il cantante Keith Warren ha dichiarato:
(Keith Warren)

### Scioglimento e reunion (1988 - oggi)
Nonostante l'aria di crisi, il gruppo proseguì l'intensa attività live, che portò anche alla pubblicazione nel 1988 di Rockers into Orbit, registrato in Germania. L'attività concertistica non si fermò dopo Rockers into Orbit, ma proseguì ancora per alcuni mesi, fino al temporaneo scioglimento della band, avvenuto intorno al 1990.
Un paio di anni più tardi, nel 1992, gli Adicts ritornarono con un nuovo album di studio, cinque anni dopo Fifth Overture: Twenty-Seven fu pubblicato nello stesso anno negli USA su Cleopatra Records, che da quel momento avrebbe ripubblicato tutti gli album precedenti del gruppo. L'album venne considerato un ritorno alle classiche sonorità del quartetto, e venne edito anche in Europa un anno più tardi da Anagram Records. All Music Guide definisce il sound dell'album un'unione di oi!, melodia punk, Peter and the Test Tube Babies e Vicious Rumours.
Da quel momento gli Adicts pubblicarono varie raccolte, tra cui Totally Adicted e Best of The Adicts, ma non tornarono in studio prima del 2002, anno in cui si recarono allo Earles Studio di Ventura per registrare il sesto album Rise and Shine, pubblicato sia da Dee Dee Records sia da Captain Oi!, con cui il gruppo firmò un contratto per la ristampa di vari dischi precedenti. Il disco ha ricevuto ottime critiche e presenta uno stile molto eclettico, grazie all'uso di tastiere, pianoforte e chitarre acustiche. Il critico Steven Schnee ha scritto a questo proposito:
(Steven Schnee)
Musicalmente l'album prosegue sulla linea ripresa da Twenty-Seven, mantenendo un sound simile a quello degli inizi. Dice il batterista Kid Dee Davison a proposito dell'attuale stile musicale degli Adicts:
(KId Dee Davison)
Da Rollercoaster in poi la formazione è stata allargata a sei componenti, con l'entrata del secondo chitarrista John Scruff Ellis e del violinista Dan The Fiddle Man Gratziani.
Da allora il gruppo ha pubblicato altri due album di studio, Rollercoaster nel 2005 e Life Goes On il 28 luglio 2009. Nel 2009 inoltre il gruppo ha partecipato per la prima volta al Warped Tour e ha suonato anche in Italia, a Bologna il 20 maggio per un'unica data
Il gruppo torna in Italia il 24 luglio 2014 per la sua prima volta a Napoli alla "Festa di Riscossa Popolare".

## Stile musicale
Gli Adicts hanno sviluppato uno stile personale e particolare, allo stesso tempo melodico, come testimonia Sound of Music, e spigoloso. Inoltre hanno spesso utilizzato strumenti non convenzionali per una punk band: le tastiere in Fifth Overture ma anche molti altri, tra cui il pianoforte.
Inoltre sono a volte citati per aver introdotto, molti anni prima l'avvento del folk punk, strumenti come i violini e i bonghi, oggi largamente utilizzati da gruppi come Dropkick Murphys, Gogol Bordello e Flogging Molly.
Un altro elemento che distingue il quartetto da molti altri gruppi del punk rock delle origini è l'indifferenza per la politica; se si eccettuano alcune tracce, infatti, il gruppo tratta principalmente di storie d'amore e divertimento.
Come ha dichiarato il batterista Kid Davison:
(Kid Davison)

## Formazione

### Formazione attuale
- Keith Pulce 'Monkey' Warren - voce
- Pete Dee Davison - chitarra
- John 'Scruff' Ellis - chitarra (dal 2004)
- Mel Ellis - basso
- Michael 'Kid Dee' Davison - batteria
- Dan Gratziani - violino (dal 2004)

### Ex componenti
- James Harding - tastiere

## Discografia

### Album in studio
- 1981 – Songs of Praise
- 1982 – Sound of Music
- 1985 – Smart Alex
- 1987 – Fifth Overture
- 1993 – Twenty-Seven
- 2002 – Rise and Shine
- 2005 – Rollercoaster
- 2009 – Life Goes On
- 2012 – All the Young Droogs

### Album dal vivo
- 1988 – Rockers into Orbit
- 1993 – Live and Loud

### Raccolte
- 1985 – This Is Your Life
- 1994 – Totally Adicted
- 1996 – Best of The Adicts
- 1995 – Complete Adicts Singles Collection
- 1997 – Ultimate Adiction
- 1999 – The Very Best of the Adicts
- 2000 – Joker in the Pack
- 2005 – Made in England

### EP
- 1979 – Lunch with The Adicts
- 1985 – Bar Room Bop EP

### Singoli
- 1981 – Viva la Revolution
- 1982 – Chinese Takeaway
- 1983 – Bad Boy
- 1984 – Tokyo (con il nome ADX)
- 1985 – Falling in Love Again (con il nome ADX)
- 2008 – Triple B-Sides

### Presenza in altre raccolte
- 1992 – The Indie Scene 1980: The Story of British Independent Music (Connoisseur, CD), con Easy Way Out
- 1992 – The Indie Scene 1982: The Story of British Independent Music (Connoisseur, CD), con Viva The Revolution
- 2001 – The Entire History of Punk (Dressed to Kill Records, 20 CD Box), con Bad Boy, Joker in the Pack, Chinese Takeaway, How Sad, Fuck It Up, Smart Alex, Ode to Joy, Shake Rattle Bang Your Head, You'll Never Walk Alone